# Renealmia aromatica
Espèce
Classification APG III (2009)
Synonymes
- Alpinia aromatica Aubl. - Basionyme
- Alpinia aromatica Jacq.
- Alpinia occidentalis Sw.
- Ethanium aromaticum (Aubl.) Kuntze
- Gethyra occidentalis (Sw.) Salisb.
- Renealmia aromatica (Aubl.) Griseb. ex K. Schum. & Urb.
- Renealmia lutea J.R. Johnston
- Renealmia occidentalis (Sw.) Sweet
- Renealmia occidentalis var. occidentalis (Sw.) Sweet[1]

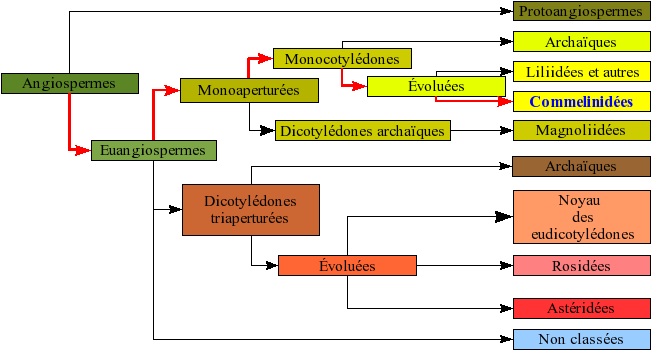
Arbre des angiospermes

Alpinia aromatica est une espèce herbacée néotropicale appartenant à la famille des Zingiberaceae.

## Histoire naturelle
En 1775, le botaniste Aublet propose la diagnose suivante : 

« ALPINIA (aromatica) multicaulis. Paco-ſeroca minor, multicaulis. Plum. Mſſ. 5. t. 27 & 28. »

« Cette plante croît au bord de l'eau à la crique Galibi, & dans l'île de Caïenne : ſon fruit eſt peu ſucculent ; ſes graines ont un goût fort approchant de celles du cardamome. »